# 马色龙笋螺
马色龙笋螺（学名：Hastula martheroniana），是新腹足目笋螺科花笋螺属的一种。主要分布于韩国、台湾，常栖息在浅海砂底。